# 탕기 은돔벨레
탕기 은돔벨레 알바로(Tanguy Ndombele Alvaro, 1996년 12월 28일~)는 프랑스의 축구 선수로, 포지션은 미드필더이다.

## 구단 경력

### 아미앵 SC
2016-17 시즌을 앞두고 리그 2의 아미앵 SC 입단을 통해 프로에 전격 입문한 후 2016-17 시즌 공식전 31경기 2골을 기록하며 리그 2 2016-17 준우승 및 차기 시즌 리그앙 승격에 일조했고 리저브팀에서는 2014-15 시즌부터 2015-16 시즌까지 2시즌동안 22경기 1골을 기록했다.

### 올랭피크 리옹
아미앵에서의 활약에 힘입어 올랭피크 리옹으로 1년 임대 이적을 확정지은 후 2017-18 시즌부터 2018-19 시즌까지 공식전 96경기 4골을 기록하며 2시즌 연속 리그앙 3위(2017-18, 2018-19), 2018-19 시즌 쿠프 드 프랑스 4강과 UEFA 챔피언스리그에서 2시즌 연속 16강 진출에 기여했다.

### 토트넘 홋스퍼
2019-20 시즌을 앞두고 1042억원의 이적료에 잉글랜드 프리미어리그 토트넘 홋스퍼로 이적하며 잉글랜드 무대에 입성한 이후 2021-22 시즌 전반기까지 공식전 91경기 10골을 기록하며 2020-21 시즌 EFL컵 준우승에 일조했지만 EPL 무대에 좀처럼 적응하지 못한 것은 물론 안일한 수비 가담과 불성실한 태도, 기복이 심한 경기력으로 수많은 질타를 받았고 결국 2021-22 시즌 후반기 무렵 친정팀인 올랭피크 리옹으로 복귀한 후 공식전 15경기 1골을 기록하며 2021-22년 UEFA 유로파리그 8강 진출에는 일조했다.

### SSC 나폴리
2021-22 시즌 이후 토트넘과 결별 수순을 밟은 뒤 이탈리아 세리에 A의 SSC 나폴리로 임대 이적하여 2022-23 시즌 공식전 40경기 2골을 기록하며 나폴리의 33년만의 리그 우승, 구단 역사상 첫 UCL 8강 진출 등에 기여했다.

### 갈라타사라이 SK
나폴리의 33년만의 리그 우승을 안긴 뒤 2023-24 시즌을 앞두고 튀르키예 쉬페르리그의 명문 갈라타사라이 SK로 또 한번의 임대 이적을 확정지은 이후 2023-24 시즌 공식전 26경기를 소화하며 갈라타사라이의 리그 2회 연속 우승에 기여했다.

## 국가대표팀 경력

### 프랑스 U-21 대표팀
프랑스 U-21 대표팀의 일원으로 2019년 UEFA 유러피언 U-21 챔피언십 예선에 참가하여 13년만의 유러피언 U-21 챔피언십 본선 진출에 일조했지만 본선 23인 엔트리에는 합류하지 못했다.

### 프랑스 A대표팀
2018년 10월 11일 부상으로 전력에서 이탈한 코랑탱 톨리소 대신 프랑스 A대표팀에 첫 발탁된 후 아이슬란드와의 친선 경기에서 후반 22분 폴 포그바와의 교체 투입을 통해 국제 A매치 데뷔전을 치렀고 이후에도 포그바와 은골로 캉테의 백업 자원으로서 입지를 굳혀가고 있었다.
그러나 스웨덴과의 2020-21년 UEFA 네이션스리그 A 3조 1차전을 앞두고 있던 2020년 8월 28일 포그바와 함께 코로나19 확진 판정을 받으며 명단에서 제외된 후 지속된 수준 낮은 경기력과 잦은 부상으로 소속팀에서는 물론 국가대표팀에서도 사실상 완전히 배제되는 수모를 당했다.

## 대회 성적

### 클럽
아미앵 SC
- 리그 2 : 준우승 (2016-17)

올랭피크 리옹
- 리그 1 : 3위 (2017-18, 2018-19)
- 쿠프 드 프랑스 : 4강 (2018-19)

 토트넘 홋스퍼
- EFL컵 : 준우승 (2020-21)

 SSC 나폴리
- 세리에 A : 우승 (2022-23)

 갈라타사라이 SK
- 쉬페르리그 : 우승 (2023-24)